# Simona Ventura
Simona Ventura (Bentivoglio, 1º aprile 1965) è una conduttrice televisiva e showgirl italiana.
Le sue prime apparizioni in televisione risalgono alla metà degli anni ottanta, come concorrente di alcuni famosi quiz e giochi televisivi. Esordì ufficialmente nel 1988 come valletta nel quiz di Rai 1 Domani sposi per poi lavorare come praticante giornalista sportiva in alcuni programmi di TMC nei primi anni novanta. A metà degli anni novanta passa a Mediaset, divenendo uno dei volti di Italia 1, ma presentando anche vari show su Canale 5. Dal 2001 al 2011 è stata legata contrattualmente alla Rai. In particolare è stata volto di punta di Rai 2 e ha condotto le prime dieci edizioni di Quelli che il calcio e le prime otto edizioni de L'isola dei famosi. Il successo la porta a condurre il Festival di Sanremo 2004, diventando la terza conduttrice donna nella storia della kermesse, dopo Loretta Goggi e Raffaella Carrà.
Nell'estate 2011 è passata a Sky Italia, da cui è uscita due anni dopo per poi lavorare in TV senza legare in esclusiva la propria immagine a un particolare network. Nel 2016 è tornata a Mediaset, prima come concorrente de L'isola dei famosi su Canale 5, dove è ritornata nel 2025 in qualità di opinionista. Per la stessa rete ha condotto altri programmi come Selfie - Le cose cambiano e Temptation Island VIP. Nel 2019 è tornata in Rai, chiamata dal direttore di Rai 2 Carlo Freccero per ridiventare il volto di punta della seconda rete del servizio pubblico. Dopo aver ricoperto il ruolo di opinionista nell’ edizione 2025 del L’isola dei famosi, nell’estate del 2025 viene annunciato il ritorno della Ventura a Mediaset, dove condurrà la nuova edizione Grande fratello, in partenza da ottobre dello stesso anno.

## Biografia
Figlia di Rino Ventura e Anna Pagnoni, da giovanissima si è trasferita con la famiglia a Chivasso, in Piemonte; ha frequentato l'ex Istituto Superiore di Educazione Fisica a Torino dove si è diplomata nel 1992. Ha una sorella minore di nome Sara, conduttrice radiofonica.

### Gli inizi come valletta e inviata

Simona Ventura nel 1988, rappresentante italiana a Miss Universo, durante un'intervista televisiva a Domenica in

Durante gli studi, lavora come contabile in un'azienda di autotrasporti fino a quando scopre che lo stipendio in verità lo pagava sua madre.
Esordisce nel 1985 come concorrente allo show W le donne condotto da Amanda Lear e Andrea Giordana su Rete 4, mentre nel 1986 partecipa come concorrente a Il gioco delle coppie, quiz di Canale 5 condotto da Marco Predolin. In quell'anno vince Miss Muretto ad Alassio e partecipa di diritto a Miss Italia.
Nel 1987 comincia a lavorare per una piccola rete televisiva piemontese, Retecanavese. Il 17 dicembre di quell'anno partecipa anche come concorrente a Telemike, programma a quiz del giovedì sera condotto da Mike Bongiorno su Canale 5.
Esordisce nella televisione nazionale come valletta al fianco di Giancarlo Magalli nel programma Domani sposi in onda nel 1988 su Rai 1. Nello stesso anno partecipa per l'Italia a Miss Universo. Fa poi una piccola comparsata nel 1989 nella commedia di Carlo Vanzina Le finte bionde.
Lavora poi come praticante giornalista sportiva a Telemontecarlo come inviata di Galagol, trasmissione calcistica condotta da Massimo Caputi e Alba Parietti, ma senza mai riuscire a diventare professionista; qui racconta i Mondiali di calcio italiani del 1990 al seguito delle nazionali italiana e brasiliana. Sempre per Telemontecarlo lavora come speaker di notiziari sportivi. Nel 1992, assieme ad Ilaria Moscato, sostituisce Lolita Morena, prendendo parte su Rai 1 come inviata per i giochi esterni dell'edizione 1991-1992 di Domenica in condotta da Pippo Baudo, e partecipa allo show musicale Pavarotti International con Gianni Minà. In quell'anno, dopo essere stata inviata per TMC agli Europei di calcio in Svezia e alle Olimpiadi di Barcellona, ottiene uno spazio all'interno della Domenica Sportiva, storico programma calcistico della Rai in cui la presenza femminile era stata, fino a quel momento, abbastanza marginale.

### La consacrazione a Mediaset

Simona Ventura con Teo Teocoli alla conduzione del programma Il Boom

Nella metà degli anni novanta passa a Mediaset, diventando uno dei volti di punta della rete giovane del gruppo, Italia 1, conducendo programmi quali Mai dire gol della Gialappa's Band (in cui è inizialmente affiancata a Teo Teocoli e in seguito a Claudio Lippi, e di cui poi conduce in solitaria la versione domenicale dello show nella stagione 1996/1997), Scherzi a parte condotto con Teocoli e Massimo Lopez, il Festivalbar 1997 in coppia con Amadeus, Gli indelebili ‘99, Comici, Zelig (all'epoca intitolato Facciamo cabaret condotto con Massimo Boldi, ma senza il successo che il programma otterrà nelle stagioni successive) e Le iene: quest'ultimo show, in onda dapprima al pomeriggio e in seguito in seconda serata, segna la sua affermazione definitiva come presentatrice prima in trio con Dario Cassini e Peppe Quintale e in seguito con Fabio Volo e Andrea Pellizzari.
In quel periodo lavora anche sulla rete ammiraglia del gruppo, Canale 5, in due show che hanno poco successo: nel 1995 partecipa a Cuori e denari, gioco estivo condotto da Alberto Castagna e Antonella Elia, e nel 1996 conduce Il Boom, varietà nostalgico degli anni cinquanta con Teo Teocoli e Gene Gnocchi in cui sostituisce all'ultimo momento Ambra Angiolini.

Nel 1996 doppia per la versione italiana il personaggio di Lola Bunny nel film di Joe Pytka Space Jam con protagonista Michael Jordan, dove insieme con lei doppiano altre guest d'eccezione, soprattutto legate al mondo dei programmi televisivi sul calcio come Gian Piero Galeazzi, Massimo Giuliani, Sandro Ciotti (ritiratosi in quell'anno) e Neri Marcorè. L'anno seguente si cimenta per la prima volta come attrice protagonista nel film comico Fratelli coltelli di Maurizio Ponzi nel ruolo di Sonia, un'avventuriera che raggira due uomini (interpretati da Fabio Canino ed Emilio Solfrizzi); questo film non riscuote successo né in termini di pubblico né in termini di critica. 

Simona Ventura alla conduzione di Mai dire Gol nel 1996.

Intanto conduce tre edizioni dello show di prima serata di Italia 1, Matricole, affiancata da tre diversi partner ovvero Amadeus nella prima, Fiorello nella seconda ed Enrico Papi nella terza.
Nell'autunno 1999, ormai affermatasi come conduttrice, conduce con successo un'altra edizione di Scherzi a parte (questa volta su Canale 5 con Marco Columbro). L'ultimo dell'anno è la conduttrice del veglione di Capodanno di Canale 5, intitolato 2000 e una notte, presentando in diretta da Piazza del Popolo una kermesse con ospiti musicali e accompagnando i telespettatori verso l'anno nuovo.
Nel 2000 partecipa, assieme a Maria De Filippi, Luciana Littizzetto e Iva Zanicchi, alla seconda puntata del reality di Italia 1 Cari amici miei, in cui le quattro donne vengono riprese dalle telecamere durante una cena tra loro.
Nella primavera 2001 conduce Piccole canaglie insieme con Pino Insegno su Canale 5.

### Gli anni in Rai

#### Il successo conQuelli che il calcioeL'isola dei famosi
Nell'agosto del 2001 torna in Rai, ereditando da Fabio Fazio la conduzione del programma calcistico Quelli che... il calcio, in onda su Rai 2 che con lei andrà avanti con un buon riscontro di pubblico per dieci anni.
Nel febbraio 2002 conduce con il giornalista del TG1 Francesco Giorgino il Dopofestival di Sanremo con la partecipazione dei comici Gene Gnocchi e Maurizio Crozza (suoi partner anche a Quelli che il calcio).
In seguito conduce anche La grande notte del lunedì sera, programma di prima serata di Rai 2 impregnato di satira di costume, che viene tuttavia declassato in seconda serata a causa degli ascolti non soddisfacenti a partire dalla quarta puntata.
L'autunno 2003 segna il suo esordio alla conduzione di un altro programma in prima serata su Rai 2 che otterrà parecchio successo nel corso degli anni successivi, il reality show L'isola dei famosi che avrà modo di condurre per otto anni.

#### Il Festival di Sanremo
Nell'inverno 2004, dopo il successo della prima edizione de L'isola dei famosi, Tony Renis, nella veste di direttore artistico del Festival di Sanremo, la vuole alla conduzione del Festival affiancandola ai comici Gene Gnocchi, Maurizio Crozza e Paola Cortellesi: la kermesse canora ottiene tuttavia un basso riscontro in termini di gradimento a causa anche dell'assenza di nomi di spicco tra gli artisti in gara; la terza serata viene addirittura battuta, in termine di audience, da una puntata della quarta edizione del Grande Fratello, avvenimento fino ad allora mai accaduto nella storia della manifestazione; durante questa edizione la Ventura si attira le critiche della Federazione Mandolinistica Italiana per aver detto che «fortunatamente in Italia, i mandolini non ci sono più» deridendo e simulando in modo irridente la posizione del mandolinista durante la conversazione con l'attore Dustin Hoffman, ospite della kermesse canora. Il record negativo negli ascolti segnato dall'edizione del 2004 verrà ripetuto solamente nel 2008 dal duo Baudo-Chiambretti.

#### Music FarmeX Factor

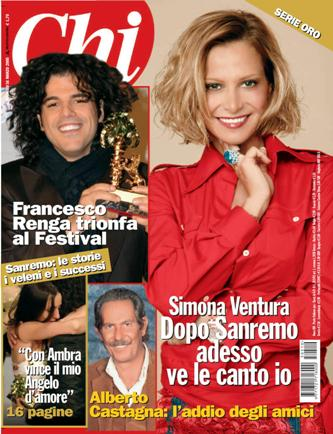
Simona Ventura nella copertina della rivista Chi, 16 marzo 2005

Nei primi mesi del 2005 conduce, nell'access prime time di Rai 1, il quiz Le tre scimmiette, temporanea sostituzione di Affari tuoi. Nel frattempo la seconda e la terza edizione de L'isola dei famosi (in onda rispettivamente nell'autunno 2004 e nell'autunno 2005 sempre su Rai 2) superano il successo della prima edizione, registrando alti ascolti. Nella primavera 2005, in sostituzione di Amadeus, le viene affidata la conduzione della seconda edizione del reality show musicale di Rai 2 Music Farm, di cui presenterà anche una terza edizione nella primavera 2006. In autunno riprende L'isola dei famosi, giunta alla quarta edizione; pur mantenendosi al di sopra della media di rete, questo reality cala in termini di ascolti rispetto alle precedenti edizioni. Nell'aprile 2007 approda a Rai 1 per condurre la versione riveduta e corretta dello show I cervelloni diventato, nella nuova veste, Colpo di genio; questo show viene stato cancellato dopo sole due puntate a causa dei bassi risultati di ascolto, di comune accordo tra la conduttrice, il co-conduttore Teo Teocoli, il direttore di Rai 1 Fabrizio Del Noce e la produzione Endemol.
Nella primavera 2008 diventa anche uno dei giudici di X Factor, talent show di Rai 2 condotto da Francesco Facchinetti, affiancando nel medesimo ruolo Mara Maionchi e Morgan.
In autunno torna al cinema partecipando, in qualità di co-protagonista accanto a Massimo Boldi, alla commedia La fidanzata di papà diretta da Enrico Oldoini; questo film ottiene un discreto successo, arrivando ai primi posti del box office italiano e rimanendovi alcune settimane.
Nel frattempo pubblica il libro Crederci sempre, arrendersi mai, edito da Mondadori.
Confermata nella seconda edizione di X Factor nella primavera 2009, rifiuta di essere presente anche nella terza in onda l'autunno successivo venendo sostituita da Claudia Mori.
In quell'anno appare come "guest star" nel documentario di Erik Gandini Videocracy e l'anno seguente partecipa con un cameo, nel ruolo di sé stessa, al film di Sofia Coppola Somewhere.

### I contrasti con la Rai

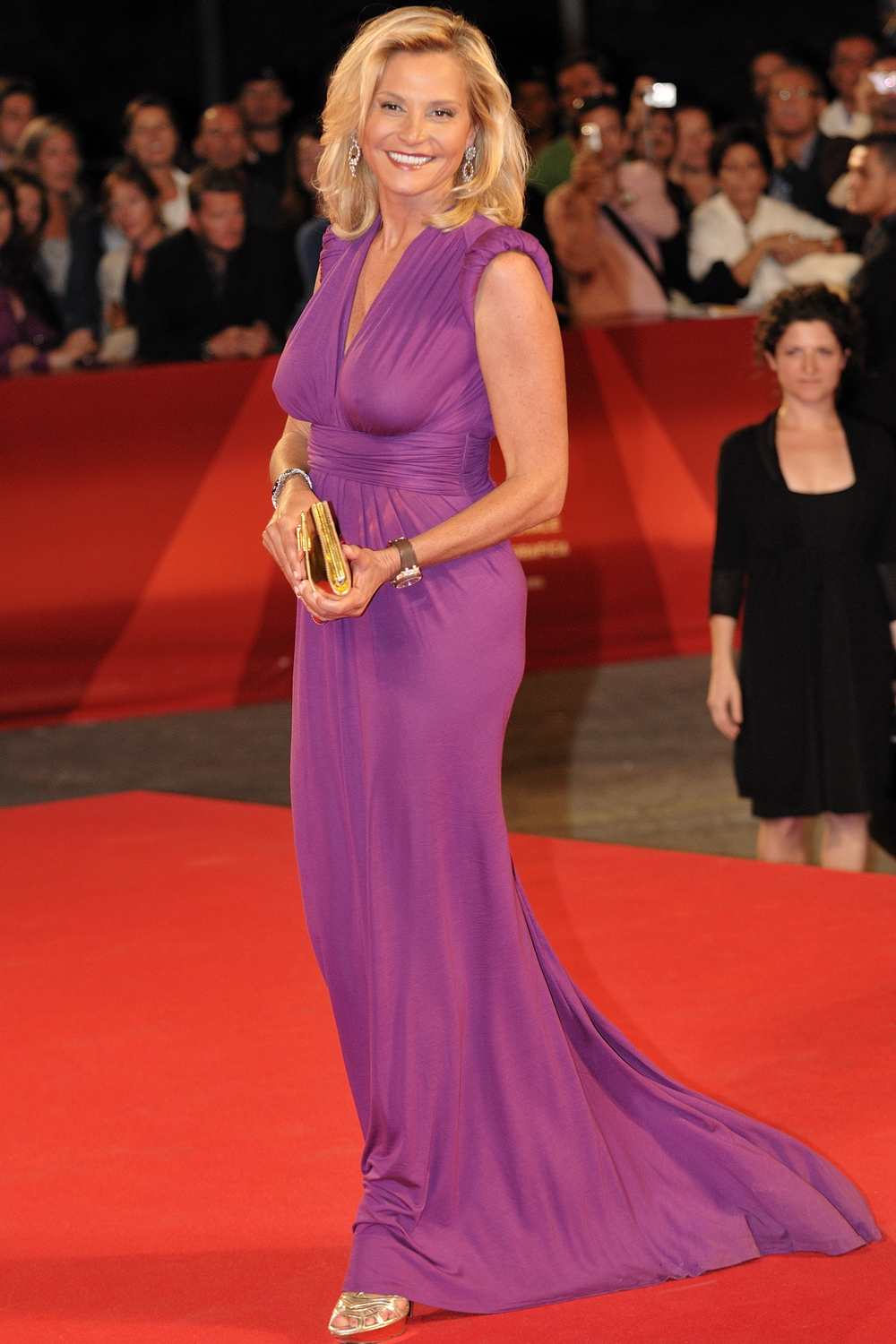
Simona Ventura nel 2009 alla 66ª Mostra internazionale d'arte cinematografica di Venezia

Nel corso del 2010 è su Rai Radio 1 con i programmi Ventura Football Club e AvVentura Mondiale.
A causa del cambio di programmazione de L'isola dei famosi dall'autunno alla primavera e a causa di alcuni scontri con la dirigenza Rai (a proposito di concorrenti con poco appeal e dell'obbligo di chiusura del programma prima di mezzanotte), tra il 2010 e il 2011 il reality subisce un notevole calo di ascolti. Nell'edizione 2011 la Ventura in prima persona partecipa al reality per alcuni giorni in qualità di naufraga, pur rimanendo fuori dalla gara, volando in Honduras insieme con gli altri concorrenti; lo sbarco, avvenuto in diretta televisiva con la conduzione di Nicola Savino, per l'occasione sostituto della Ventura, risolleva gli ascolti del programma fino a quel momento in calo per via di una forte concorrenza da parte di Mediaset e della stessa Rai, riportando il programma a buoni risultati auditel.

### Il passaggio a Sky Italia
Il 28 giugno di quell'anno, nonostante la riconferma della conduttrice da parte della Rai all'edizione 2011/2012 di Quelli che il calcio, viene ufficializzata la notizia del suo passaggio alla piattaforma satellitare Sky Italia con un contratto in esclusiva per due anni. In base al contratto, Simona Ventura torna nella giuria di X Factor, la cui quinta edizione va in onda su Sky Uno dal 20 ottobre con la conduzione di Alessandro Cattelan, ed è affiancata nel suo ruolo di giudice da Morgan, Elio e Arisa; il programma ottiene un ottimo riscontro di pubblico e critica e vede la vittoria di Francesca Michielin, membro della sua squadra Under Donne.
Alla fine di quell'anno interpreta un cameo nella parte di sê stessa nel nuovo cinepanettone di Neri Parenti Vacanze di Natale a Cortina.
Fa parte della giuria di X Factor anche nell'autunno 2012 guidando la categoria degli Under Uomini.
Dal 28 ottobre 2012 al 19 maggio 2013 conduce con Alessandro Bonan su Cielo anche il programma calcistico Cielo che gol! (abbastanza simile al suo ex programma Rai Quelli che il calcio) in cui vengono trasmesse le immagini dei gol della giornata di serie A appena conclusa; questo programma però non ottiene il successo sperato (sia negli ascolti sia nella critica) e non viene riconfermato per la stagione successiva.
In questo periodo Simona Ventura conduce sulla stessa rete alcuni programmi dedicati al cinema ovvero Simona goes to Hollywood e Simona goes to Hollywood - The day after che trattano le serate degli Oscar e il programma Oscar Fashion Night in cui si analizzano i vari look sfoggiati dai principali attori nella serata di premiazione.
Dal 6 maggio fino alla fine di quell'anno è protagonista, insieme con la madre Anna Pagnoni e la sorella Sara Ventura, della sitcom a carattere culinario Cooking Simo su Cielo.
A luglio scade il contratto in esclusiva con Sky firmato due anni prima, quindi in autunno lavora per Sky Uno come giudice di X Factor con un contratto a progetto affiancata da Morgan, Elio e la popstar Mika (che sostituisce Arisa).
A dicembre Simona Ventura lascia Sky Italia, ma la stampa italiana riporta la notizia (poi smentita) di un suo possibile approdo alla giuria o alla conduzione dello show Italia's Got Talent (i cui diritti esclusivi di realizzazione sono appena passati a Sky Italia), mentre nel frattempo cambia agente, entrando nella Arcobaleno 3 di Lucio Presta.

### I contratti a progetto con diversi canali
Il 10 luglio 2014, tramite un messaggio sul suo canale web personale, annuncia il suo ritorno su una rete generalista dopo oltre tre anni: condurrà la finale di Miss Italia 2014 da Jesolo il 14 settembre in diretta su LA7, preceduta da due speciali in seconda serata. A inizio agosto, intervistata dal Corriere della Sera, conferma che dall'autunno 2015 condurrà sul canale Fox Life la prima edizione italiana (prodotta da Fox Life in Italia con concorrenti italiani) del reality show internazionale Farmer Wants a Wife, tutto questo nel rispetto di un suo desiderio precedentemente espresso in varie interviste, cioè quello di lavorare a progetto, senza legare la propria immagine in esclusiva a nessun gruppo televisivo in particolare: a tal proposito, nel novembre 2014, intervistata da Panorama, dichiara di aver firmato un contratto a progetto con Rai 1 e quindi nell'inverno 2015 sarà una dei membri della giuria della terza edizione di Notti sul ghiaccio, talent show di Rai 1 dedicato al pattinaggio artistico e condotto da Milly Carlucci.
Il 26 novembre conduce, insieme con Massimo Ghini, la serata-evento per il lancio di Agon Channel, nuovo canale (il n. 33) del digitale terrestre, dopo aver firmato ancora un contratto a progetto per la conduzione di alcuni programmi: il 5 dicembre inizia la conduzione (insieme a Giancarlo Padovan e Ana Moya) del talent show calcistico Leyton Orient.
Il 30 gennaio 2015 viene ufficializzato l'ingresso della Ventura nella giuria della terza edizione di Notti sul ghiaccio (talent show dedicato al pattinaggio artistico in onda il sabato sera di Rai 1 dal 21 febbraio al 21 marzo con la conduzione di Milly Carlucci) tramite un altro contratto a progetto collaborando ancora con Agon Channel.
Il 20 settembre conduce la finale di Miss Italia 2015 da Jesolo di nuovo su LA7, quindi dal 6 ottobre al 1º dicembre conduce la prima edizione italiana (come già anticipato nell'intervista del 10 luglio 2014 di cui sopra) del format internazionale Il contadino cerca moglie in onda nella fascia di prima serata in simulcast su FOX e Fox Life.

### La partecipazione aL'isola dei famosie il ritorno a Mediaset
Il 28 febbraio 2016 partecipa a una puntata de Le Iene ricomponendo lo storico trio con Fabio Volo (anche conduttore della stessa edizione con Miriam Leone e Geppi Cucciari) e Andrea Pellizzari dopo quindici anni.
Dal 9 marzo partecipa come concorrente all'undicesima edizione de L'isola dei famosi condotta da Alessia Marcuzzi su Canale 5 insieme con le showgirl Claudia Galanti e Alessia Reato con le quali la Ventura aveva lavorato alcuni anni prima durante la settima edizione da lei condotta su Rai 2. Il 4 aprile esce sconfitta dalla nomination con Jonás Berami con il 67% dei voti, ma decide di rimanere da sola a Playa Soledad, dalla quale viene definitivamente eliminata una settimana dopo con il 49,39%, nel corso della sesta puntata, in seguito a un televoto contro Stefano Orfei. È poi ospite di varie trasmissioni, come Verissimo, Grand Hotel Chiambretti, il Maurizio Costanzo Show e Mattino Cinque.
Il 4 luglio dello stesso anno viene ufficializzato il suo ritorno a Mediaset, dove conduce, su Canale 5, un nuovo programma prodotto da Fascino PGT intitolato Selfie - Le cose cambiano, realizzato in un primo ciclo di sei puntate dal novembre 2016 e riproposto dal maggio 2017 per altri sei appuntamenti. Nella stessa stagione è stata ospite di diverse trasmissioni delle reti Mediaset, anche in qualità di giudice di una puntata serale della sedicesima edizione di Amici di Maria De Filippi. Dal 7 aprile 2018 è, in qualità di giudice, membro della commissione esterna della diciassettesima edizione di Amici di Maria De Filippi.
Dal 18 settembre all'8 ottobre 2018 conduce su Canale 5 la prima edizione di Temptation Island VIP, versione VIP del programma condotto da Filippo Bisciglia.

### Il ritorno in Rai e altri progetti
Dal 23 aprile 2019 presenta su Rai 2 la sesta edizione del talent-show The Voice of Italy. Per la stessa rete, è annunciata al commento della quarta edizione del reality Il collegio, in sostituzione di Giancarlo Magalli; in realtà si limiterà a commentare gli intermezzi delle Teche Rai.
Dal 15 settembre 2019 all'8 marzo 2020 conduce, sempre su Rai 2, La domenica Ventura (rinominato dal 24 novembre Settimana Ventura), in onda nella fascia del mezzogiorno domenicale.
Il 12 ottobre 2020 conduce in seconda serata Fenomeno Ferragni, intervista a Chiara Ferragni che segue la trasmissione del documentario Chiara Ferragni - Unposted su Rai 2.
Dal 31 marzo 2021 torna su Rai 2 in prima serata con 6 puntate del gioco Game of Games - Gioco Loco.
Il 6 marzo 2021 avrebbe dovuto partecipare al 71º Festival di Sanremo in qualità di co-conduttrice, al fianco di Amadeus e Fiorello, ma, essendo risultata positiva al COVID-19, ha dovuto rinunciare.
Da ottobre 2021 a giugno 2025 conduce con Paola Perego quattro edizioni del programma della domenica mattina Citofonare Rai 2.
Nella primavera del 2022, grazie ad una deroga al contratto Rai, conduce in prima serata su Canale 5 Ultima fermata, mantenendo in contemporanea l'appuntamento di Citofonare Rai 2.
Da ottobre 2022 è nel cast fisso de Il Tavolo di Che tempo che fa, condotto da Fabio Fazio prima Rai 3 e in seguito su Nove.
Nella primavera 2023 partecipa come concorrente a Il cantante mascherato sotto la maschera di Stella, arrivando in finale e classificandosi al quinto posto; nell'autunno dello stesso anno è in gara a Ballando con le stelle, arrivando in finale e classificandosi al secondo posto e nella primavera successiva fa parte della giuria de L'acchiappatalenti, talent show di Rai 1 condotto da Milly Carlucci.
Nella primavera del 2025, dopo essere stata alla conduzione e dopo aver partecipato, è diventata unica opinionista della diciannovesima edizione de L'isola dei famosi condotta da Veronica Gentili.

### Il ritorno in Mediaset
Dopo l'esperienza come opinionista su Canale 5 in primavera, a luglio 2025 viene ufficializzato il suo ritorno a Mediaset a partire dall'autunno dello stesso anno, come conduttrice designata per la diciannovesima edizione del Grande Fratello.

## Vita privata
Nel 1998 sposa il calciatore Stefano Bettarini, dal quale ha avuto due figli, Niccolò e Giacomo, nati rispettivamente nel 1998 e nel 2000. Nel 2004 i due si separano, divorziando ufficialmente nel 2008. Bettarini, nel 2024, dichiarerà che la separazione è effetto di un tradimento della Ventura che lui scoprì ingaggiando un investigatore privato.
Nel 2006 prende in affido Caterina, di un mese e mezzo, che adotterà successivamente nel 2014.
Successivamente, ha avuto una lunga relazione con Gian Gerolamo Carraro, soprannominato Gerò, figlio di Nicola Carraro.
Dal 2018 ha una relazione col giornalista Giovanni Terzi, che sposa il 6 luglio 2024 con una cerimonia officiata dal Presidente della Regione Emilia-Romagna Stefano Bonaccini al Grand Hotel di Rimini.
Nell'aprile del 2024 la conduttrice ha subito una paralisi di Bell, giudicata non grave e guaribile.

## Altre attività
Ha lavorato anche nell'ambito della moda e della pubblicità. È stata testimonial per Citroën, Malerba, Cynar, Blanx, 3 Italia e, tra 2014 e il 2018, di PittaRosso. È stata madrina di alcune sfilate di pellicce, ricevendo numerose critiche da parte degli animalisti italiani.
Vanno inoltre ricordate alcune sue attività extra-televisive: nel 2007 lanciò la linea di moda Star Chic Easy Couture by Simona Ventura, che realizzava prevalentemente tute in ciniglia in varie forme e colori. Nel 2008 scrisse l'autobiografia intitolata Crederci sempre, arrendersi mai, edita da Mondadori. Nel 2010 diviene anche conduttrice radiofonica conducendo su Rai Radio 1 i programmi Ventura Football Club, in onda il sabato mattina da gennaio a maggio, e AvVentura Mondiale, fascia quotidiana che seguiva i Mondiali di Calcio in Sudafrica, in onda nei mesi di giugno e luglio; in queste trasmissioni era affiancata dall'attore Fabrizio Biggio. Sempre nel 2010 lancia il suo canale web personale www.simonaventura.tv.
Nell'autunno 2019 pubblica il suo secondo libro Codice Ventura, edito da Sperling & Kupfer.
Dal 2020 cura, assieme al compagno, il giornalista Giovanni Terzi, la rassegna estiva La terrazza della dolce vita, che si tiene per due settimane in agosto nel cortile del Grand Hotel Rimini, a cui, dal 2022, se ne aggiunge una analoga, Ospiti alla città giardino, nella cittadina di Milano Marittima.
Nel 2021 diviene regista di docu-fiction: dirige Le 7 giornate di Bergamo e, nel 2022 Marco inedito, che tratta degli ultimi 100 giorni di vita di Marco Pannella.
Da marzo 2023 è editore di theglobalnews.it, un giornale online che tratta di diritti umani, di cui il compagno Giovanni Terzi è direttore responsabile.

## Filmografia

### Cinema

#### Attrice
- Una notte, un sogno, regia di Massimo Manuelli – non accreditata (1988)
- Le finte bionde, regia di Carlo Vanzina – non accreditata (1989)
- Fratelli coltelli, regia di Maurizio Ponzi (1997)
- La fidanzata di papà, regia di Enrico Oldoini (2008)
- Videocracy - Basta apparire (Videocracy), regia di Erik Gandini – se stessa (2009)
- Somewhere, regia di Sofia Coppola (2010)
- Vacanze di Natale a Cortina, regia di Neri Parenti (2011)

#### Regista
- Le 7 giornate di Bergamo, regia di Simona Ventura – film documentario (2021)
- Marco inedito, dagli ultimi 100 giorni di Marco Pannella, regia di Simona Ventura – film documentario (2022)

## Programmi televisivi
- W le donne (Rete 4, 1985) concorrente
- Miss Italia (Italia 1, 1986) concorrente
- Il gioco delle coppie (Italia 1, 1986) concorrente
- Telemike (Canale 5, 1987) concorrente
- Miss Universo (CBS, 1988) concorrente
- Domani sposi (Rai 1, 1988-1989)
- Galagoal (Telemontecarlo, 1990-1991) inviata
- Domenica in (Rai 1, 1991-1992) inviata
- La domenica sportiva (Rai 1, 1992-1994)
- Gran galà del ciclismo (Telemontecarlo, 1992)
- Scommettiamo che...? (Rai 1, 1994) inviata
- Pavarotti international (Rai 1, 1994-1995)
- Festival di Castrocaro (Rai 1, 1994; Rai 2, 2019)[41]
- Mai dire gol (Italia 1, 1994-1997)
- Cuori e denari (Canale 5, 1995)
- Scherzi a parte (Canale 5, 1995, 1999)
- Scherzi a parte Show (Canale 5, 1996)
- Sanremo Giovani (Rai 1, 1996)
- Il boom (Canale 5, 1996)
- Adriano specialmente Celentano (Italia 1, 1997)
- Oggi sposi (Canale 5, 1997)
- Festivalbar (Italia 1, 1997)
- Le iene (Italia 1, 1997-2001, 2016)
- Matricole (Italia 1, 1998-2001)
- Zelig - Facciamo Cabaret (Italia 1, 1998-1999)
- Gli indelebili '99 (Italia 1, 1999)
- 2000 e una notte (Canale 5, Rete 4, 1999-2000)
- Moda mare a Capri (Canale 5, 2000)
- Cari amici miei (Italia 1, 2001)
- Piccole canaglie (Canale 5, 2001)
- Quelli che il calcio (Rai 2, 2001-2011)
- DopoFestival (Rai 1, 2002)
- La sera dei miracoli (Rai 1, 2002)
- La grande notte del lunedì sera (Rai 2, 2002)
- Calciomanager (Rai 2, 2003)
- L'isola dei famosi (Rai 2, 2003-2011; Canale 5, 2016, 2025)[42]
- Festival di Sanremo (Rai 1, 2003-2004)[43]
- Sanremo Fashion - Stelle della moda (Rai 1, 2004)
- Le tre scimmiette (Rai 1, 2005)
- Music Farm (Rai 2, 2005-2006)
- Music Star (Rai 2, 2006)
- Colpo di genio (Rai 1, 2007)
- X Factor (Rai 2, 2008-2009; Rai 1, 2009; Sky Uno, 2011-2013) giurata
- Simona Goes To Hollywood (Sky Uno, 2012)
- Cielo che gol (Cielo, 2012-2013)
- Yamamay Fashion Show (Sky Uno, 2013)
- Cooking Simo (Cielo, 2013)
- Welcome 33 (Agon Channel, 2014)
- Miss Italia (LA7, 2014-2015)
- Leyton Orient (Agon Channel, 2014-2015)
- Notti sul ghiaccio (Rai 1, 2015) giurata
- Techetechete' (Rai 1, 2015) puntata 76
- Contratto (Agon Channel, 2015)
- Il contadino cerca moglie (Fox Life, 2015)
- Selfie - Le cose cambiano (Canale 5, 2016-2017)
- Amici di Maria De Filippi (Canale 5, 2018) giurata
- Temptation Island VIP (Canale 5, 2018)
- The Voice of Italy (Rai 2, 2019)
- Speciale La casa di carta (Rai 2, 2019)
- Il supplente (Nove, 2019)
- Il collegio (Rai 2, 2019) narratrice
- La Domenica Ventura (Rai 2, 2019)
- Settimana Ventura (Rai 2, 2019-2020)
- Discovering Simo (Real Time, 2020-2021)
- Fenomeno Ferragni (Rai 2, 2020)
- Game of Games - Gioco Loco (Rai 2, 2021)
- Citofonare Rai 2 (Rai 2, 2021-2025)
- Senato & Cultura - Omaggio allo sport tricolore (Rai 1, 2021)
- Ultima fermata (Canale 5, 2022)
- La partita del cuore (Rai 2, 2022)
- Che tempo che fa (Rai 3, 2022-2023; Nove, 2023-2025) ospite fissa
- Telethon (Rai 2, 2022-2024)
- Il cantante mascherato (Rai 1, 2023) concorrente
- Ballando con le stelle (Rai 1, 2023) concorrente
- L'acchiappatalenti (Rai 1, 2024) giurata
- Il matrimonio di Simona e Giovanni (Real Time, 2024)
- La Terrazza della Dolce Vita (San Marino RTV, 2025)
- Grande Fratello (Canale 5, dal 2025)

## Radio
- Ventura Football Club (Rai Radio 1, 2010)
- AvVentura Mondiale (Rai Radio 1, 2010)

## Doppiaggio
- Space Jam, regia di Joe Pytka (1996) – voce di Lola Bunny nella versione italiana

## Riconoscimenti
- 1993 – Premio Regia Televisiva per La Domenica Sportiva
- 1994 – Premio Regia Televisiva con Mai dire Gol
- 1995 – Telegatto Miglior trasmissione sportiva con Mai dire Gol
- 1996 – Telegatto Miglior trasmissione sportiva con Mai dire Gol
- 1996 – Premio Regia Televisiva con Mai dire Gol
- 1997 – Premio Regia Televisiva con Mai dire Gol
- 1999 – Telegatto Miglior trasmissione di satira TV con Le iene
- 1999 – Premio Regia Televisiva miglior personaggio femminile dell'anno
- 1999 – Premio Regia Televisiva con Le iene
- 2000 – Telegatto Personaggio femminile dell'anno
- 2001 – Telegatto Personaggio femminile dell'anno
- 2002 – Telegatto Personaggio femminile dell'anno
- 2002 – Telegatto Miglior trasmissione sportiva con Quelli che il calcio
- 2002 – Premio Regia Televisiva Personaggio femminile
- 2002 – Premio Regia Televisiva con Quelli che il calcio
- 2003 – Premio Regia Televisiva con Quelli che il calcio
- 2004 – Telegatto Miglior reality show con L'isola dei famosi
- 2004 – Premio Regia Televisiva Personaggio femminile
- 2004 – Premio Regia Televisiva con L'isola dei famosi
- 2006 – Telegatto Personaggio dell'anno
- 2006 – Premio Regia Televisiva Personaggio femminile
- 2006 – Premio Regia Televisiva con Quelli che il calcio
- 2009 – Premio Regia Televisiva Top ten con X Factor
- 2011 – Premio Guidarello per il giornalismo d'autore con la motivazione "è un ciclone di vitalità"
- 2013 – Premio Regia Televisiva Top ten con X Factor